# تپه گورستان سفید چغا
تپه قبرستان سفید چغا مربوط به دوره اشکانیان - دوره هخامنشی است و در شهرستان کرمانشاه، بخش مرکزی، دهستان بالادربند، ۱۰۰ متری شرق و جنوب شرق روستای سفید چغا واقع شده و این اثر در تاریخ ۱۸ اسفند ۱۳۸۷ با شمارهٔ ثبت ۲۴۸۷۱ به‌عنوان یکی از آثار ملی ایران به ثبت رسیده است.